# Federica Silvera
Federica Silvera (13 de febrero de 1993) es una jugadora de futsal y fútbol uruguaya que se desempeña actualmente como ala en futsal y volante ofensiva en fútbol de campo en el Club Atlético San Lorenzo de Almagro. Integró las selecciones uruguayas de fútbol once y futsal. Es una de las primeras 15 jugadoras profesionales de Argentina.

## Clubes de fútbol
| Club        | País      | Año           |
| ----------- | --------- | ------------- |
| Fénix       | Uruguay   | 2008 - 2009   |
| Nacional    | Uruguay   | 2010 - 2017   |
| San Lorenzo | Argentina | 2017-2021     |
| Sindri Höfn | Islandia  | 2021          |
| San Lorenzo | Argentina | 2021-presente |

## Clubes de futsal
| Club                      | País      | Año             |
| ------------------------- | --------- | --------------- |
| Fénix                     | Uruguay   | 2008 - 2009     |
| Club Nacional de Football | Uruguay   | 2010            |
| Club Bella Vista          | Uruguay   | 2011 - 2013     |
| Río Negro City            | Uruguay   | 2014 - 2017     |
| San Lorenzo               | Argentina | 2017 - presente |

## Palmarés

### Títulos nacionales de fútbol
| Título             | Club        | País      | Año      |
| ------------------ | ----------- | --------- | -------- |
| Torneo 2010        | Nacional    | Uruguay   | 2010     |
| Primera División A | San Lorenzo | Argentina | Ap. 2021 |

### Títulos nacionales de futsal
| Título               | Club        | País      | Año  |
| -------------------- | ----------- | --------- | ---- |
| Torneo Clausura 2017 | San Lorenzo | Argentina | 2017 |
| Torneo Anual 2017    | San Lorenzo | Argentina | 2017 |
| Copa Argentina 2018  | San Lorenzo | Argentina | 2018 |
| Supercopa 2019       | San Lorenzo | Argentina | 2019 |
| Liga Nacional 2019   | San Lorenzo | Argentina | 2019 |
| Supercopa 2021       | San Lorenzo | Argentina | 2021 |
| Torneo Único 2021    | San Lorenzo | Argentina | 2021 |
| Copa de Oro 2022     | San Lorenzo | Argentina | 2022 |
| Torneo de AFA 2022   | San Lorenzo | Argentina | 2022 |